# Heuchelheim (Hesse)
Pour les articles homonymes, voir Heuchelheim.
Heuchelheim est une municipalité allemande située dans l'arrondissement de Giessen et dans le land de la Hesse.

## Histoire
| Appartenances historiques Landgraviat de Hesse-Marbourg 1585–1604 Landgraviat de Hesse-Darmstadt 1604–1806 Grand-duché de Hesse 1806–1918 République de Weimar 1918–1933 Reich allemand 1933–1945 Allemagne occupée 1945–1949 Allemagne 1949–présent |